# Мицулевка

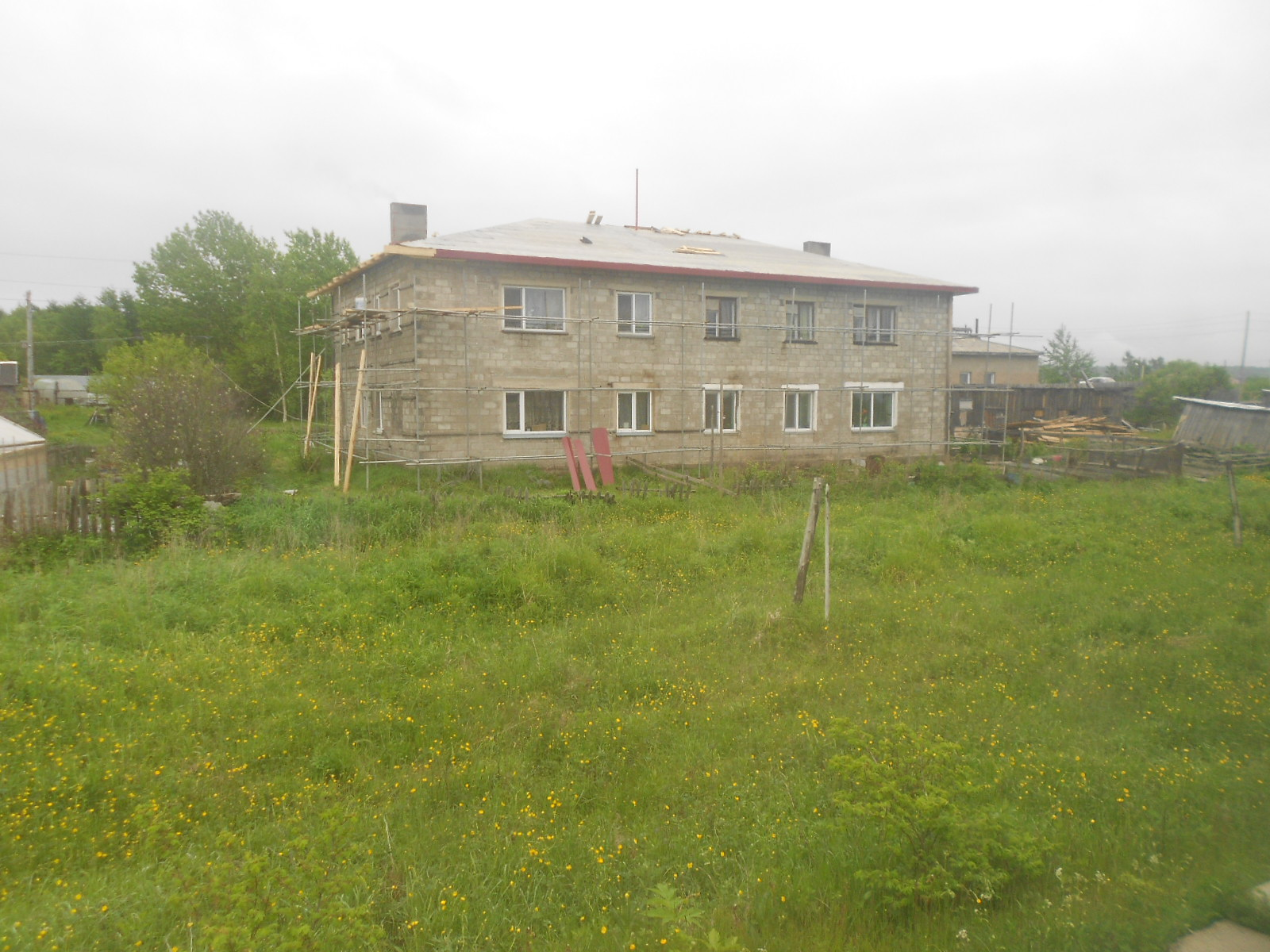
Вид на двухэтажный дом в селе Мицулевка из поезда (2016)

Мицулевка — село в Анивском городском округе Сахалинской области России.

## География
Село находится на расстоянии 19 км от города Анива, административного центра округа.

## История
Cело основано в 1882 году на месте арестантского зимовья, здесь построили себе дома ссыльные каторжане, которые работали в сельскохозяйственной колонии. Названо в 1884 году в честь основателя и первого главы администрации поселения, агронома-подвижника М. С. Мицуля. В период японского владения Сахалином до 1945 года относилось к губернаторству Карафуто и называлось Накасато (яп. 中里). 15 октября 1947 года было возвращено прежнее название села.

## Население
| 2002 | 2010 | 2013 | 2021 |
| ---- | ---- | ---- | ---- |
| 234  | ↗321 | ↘312 | ↘204 |

### Половой состав
Согласно результатам переписи 2002 года, в селе проживало 234 человека (112 мужчин и 122 женщины).

### Национальный состав
Согласно результатам переписи 2002 года, в национальной структуре населения русские составляли 88 % из 234 чел.

## Улицы
| - ул. Железнодорожная, - ул. Лесная, - ул. Первомайская, | - ул. Речная, - ул. Цветочная, - ул. Чехова. |

## Транспорт
Вблизи села расположена станция Мацулёвка Сахалинского региона Дальневосточной железной дороги.